# Hidden Spring
Hidden Spring – jednostka osadnicza w Stanach Zjednoczonych, w stanie Idaho, w hrabstwie Ada.